# Sirapskatastrofen i Boston

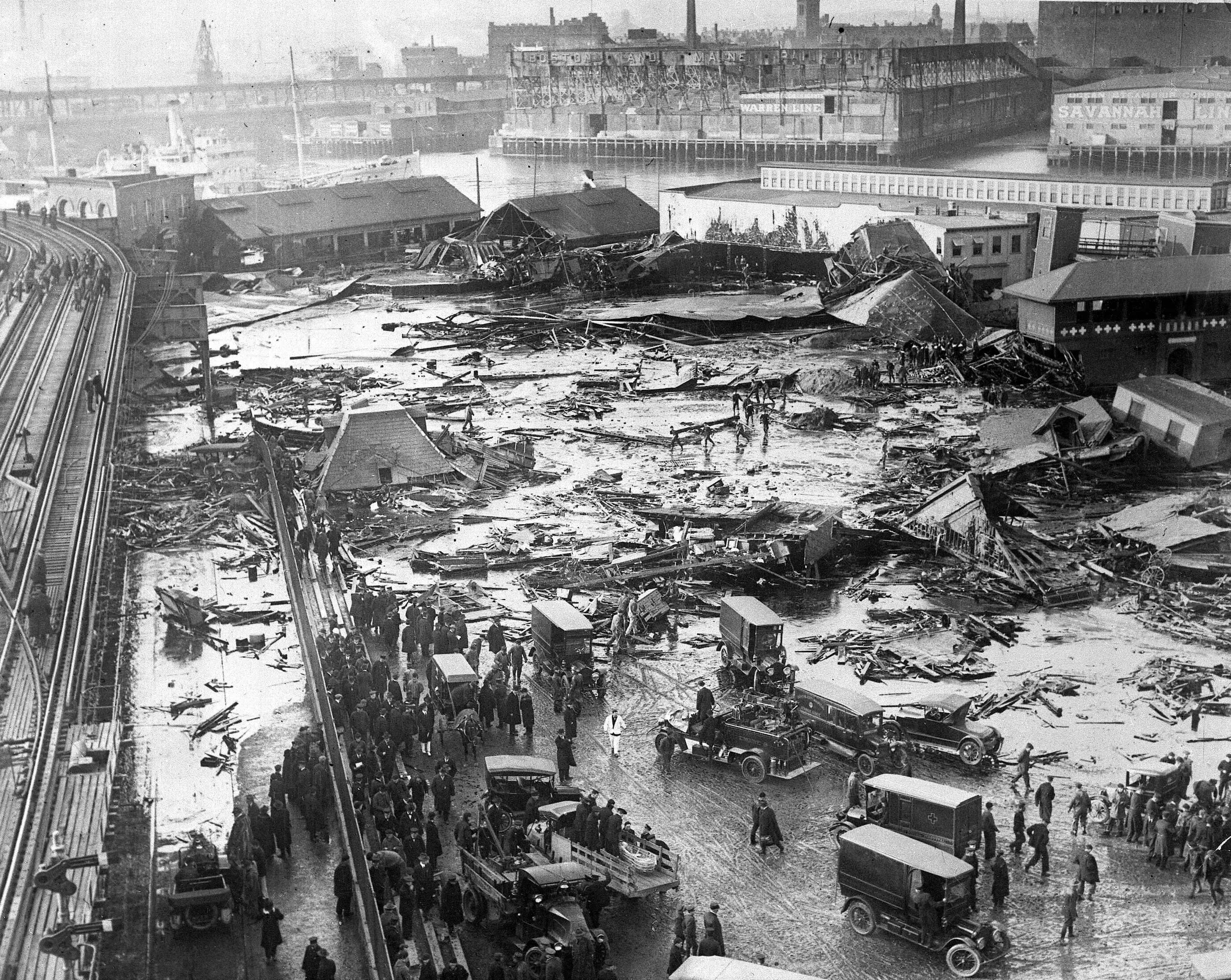
Flygfoto av katastrofområdet.

Sirapskatastrofen i Boston var en olycka i Boston, Massachusetts som inträffade 15 januari 1919. En stor tank med sirap brast och 8 700 m³ rann ut på gatorna i staden med en hastighet som uppskattades till 56 km/h. Olyckan orsakade stor materiell förödelse, 21 personer, varav 3 barn, dödades och 150 personer skadades.

### Webbkällor
- Straight Dope - The Chicago Reader
- SVT om Sirapskatastrofen